# Эписклерит
Эписклерит — это воспаление соединительной ткани между склерой и конъюктивой, именуемой эписклерой. Внешне заболевание напоминает конъюнктивит. Обычно он возникает без всякой видимой причины, но часто возникает на фоне другого воспалительного заболевания: ревматоидного артрита, системной красной волчанки, болезни Крона, язвенного колита. Причиной эписклерита также могут стать различные вирусные заболевания.

## Причины
- Неустановленные
- Химическое или физическое повреждение глаза
- Ношение контактных линз
- Гормональные изменения
- Ревматизм
- Осложнение при туберкулезе
- Бруцеллёз
- Вирусные и другие инфекции.

## Лечение
- антибиотики
- гормональные препараты
- физиотерапия